# Carl Martin Roos
Carl Martin Roos, född 15 maj 1941 i Malmö, död 11 januari 2023, var en svensk jurist.
Roos, som var son till direktör Carl-Sigvard Roos och Elna, född Nordenstedt, blev juris kandidat vid Lunds universitet 1964, juris licentiat 1968, juris doktor 1969, docent i civilrätt vid Lunds universitet 1969, universitetslektor i handelsrätt 1971, professor i civilrätt vid Lunds universitet 1973–1984, i försäkringsrätt vid Stockholms universitet 1984–1990, verkade vid Folksams avdelning koncernjuridik 1990 och var professor i handelsrätt vid Högskolan i Jönköping 1992–1996. Han var särskild utredare av lagstiftning om företagshemligheter 1979–1987. Utöver nedanstående skrifter författade han artiklar och recensioner